# Grève des joueurs français lors de la Coupe du monde de football 2010
La grève des joueurs français lors de la Coupe du monde de football 2010 constitue le paroxysme d'une série d’événements connus sous le nom de fiasco de Knysna qui désigne l'échec sportif, les conflits internes, la grève d'un entraînement par les joueurs et, plus généralement, la crise connue par l'équipe de France de football et ses joueurs durant la Coupe du monde 2010 en Afrique du Sud. Considérée comme la plus grave crise connue par l'équipe de France de football, elle se produit dans la ville sud-africaine de Knysna où se trouve le centre d'entraînement de la sélection française et fera de la France la risée mondiale. 
Malmenés dans les éliminatoires à la fin desquels la France se qualifie en barrage grâce à un but suivant une main de Thierry Henry, les Bleus connaissent une préparation compliquée marquée par plusieurs polémiques avant de sombrer dès le premier tour de la compétition finissant sans aucune victoire. Toutefois, l’événement prend une tout autre tournure lorsque la presse révèle que l'attaquant Nicolas Anelka a insulté le sélectionneur Raymond Domenech à la mi-temps du match perdu contre le Mexique, notamment à travers le titre qui barre la une de L'Équipe du 19 juin 2010 : « Va te faire enculer, sale fils de pute », le journal rapportant selon lui les propos d'Anelka dans le vestiaire. La Fédération décide d'exclure l’attaquant de l'équipe mais les joueurs marquent leur opposition à cette décision en boycottant un entraînement prévu le 20 juin 2010. Cette grève, symbolisée par l'image du bus rideaux tirés, dont les joueurs refusent de descendre, constitue alors une situation inédite et aggrave considérablement la situation des Bleus en Afrique du Sud. La défaite finale face aux Sud-Africains lors du troisième et dernier match provoque l’élimination déjà imminente de la France et achève le fiasco.
Les événements sont vivement relayés dans les médias français et internationaux, et occupent une grande partie de l'espace médiatique durant l'été 2010 en France en parallèle de l'affaire politique Woerth-Bettencourt. En effet, cette crise et les événements relatés en Afrique du Sud provoquent un large scandale dans l'opinion publique et dans la presse, dont l'ampleur est telle que le président de la République Nicolas Sarkozy décide d'intervenir par l’intermédiaire de ses ministres, la ministre des Sports Roselyne Bachelot et la secrétaire d'État Rama Yade. L'affaire remonte même jusqu'à l'Assemblée nationale. Cette crise a de nombreuses conséquences avec un vaste changement à la Fédération et des sanctions sportives et financières à l'encontre de plusieurs joueurs. De manière plus générale, ce fiasco contribue à une perte de réputation massive de l'équipe de France et du football français à l'étranger. Plusieurs enquêtes, livres et documentaires paraissent dans les années suivantes pour en expliquer les raisons.
Cette crise marque les esprits de ses acteurs et des observateurs et donne naissance à un désamour de la part du public français pendant quelques années. Elle précipite la fin de la carrière internationale de plusieurs joueurs remplacés par une nouvelle génération. Elle marque enfin l’arrivée de plusieurs joueurs champions du monde 1998 aux commandes de l'équipe de France à commencer par Laurent Blanc qui prend dans la foulée le poste de sélectionneur, avant de laisser sa place dès 2012 à Didier Deschamps qui emmène la France à la victoire en Coupe du monde huit années après ces évènements.

## Contexte

### Avant le Mondial
L'équipe de France, finaliste de la coupe du monde 2006, s'est directement qualifiée pour l'Euro 2008 en terminant seconde du groupe B des éliminatoires derrière l'Italie. Le 28 mai, elle bat l'Équateur (2-0) lors du premier match de préparation pour l'Euro 2008, grâce à un doublé de l'attaquant stéphanois Bafétimbi Gomis, qui a honoré sa première sélection sous le maillot tricolore. Deux jours plus tard, elle fait match nul contre le Paraguay (0-0). Le 3 juin, elle bat la Colombie (1-0), grâce au but sur pénalty de Franck Ribéry. Le 9 juin, pour le premier match de la compétition en Autriche et en Suisse, elle fait match nul contre la Roumanie (0-0). Quatre jours plus tard, elle s'incline face aux Pays-Bas (1-4), malgré la réduction de l'écart de Thierry Henry, qui marque le seul but français dans cette compétition. Le 17 juin, elle perd face à l'Italie (0-2). L'équipe est éliminée dès le premier tour, avec un bilan d'un nul et deux défaites, un but marqué pour six encaissés. Juste après la rencontre, en interview d'après-match, le sélectionneur des Bleus demande Estelle Denis en mariage.
Le 15 octobre, malgré la mauvaise prestation de l'équipe lors de la dernière compétition internationale, Raymond Domenech est maintenu, sur décision du conseil fédéral de la FFF, à son poste de sélectionneur.
Après l'échec de l'Euro 2008, l'équipe de France termine seconde du groupe 7 des éliminatoires de la Coupe du monde 2010, derrière la Serbie, et doit disputer des barrages pour se qualifier pour la plus grande compétition internationale. Le 18 octobre 2009, il est annoncé qu'elle va devoir affronter l'Irlande en barrages. Le 14 novembre, lors du match aller au Croke Park à Dublin, elle s'impose chez son adversaire (1-0) grâce au seul but de la rencontre signé Nicolas Anelka. Quatre jours plus tard lors du match retour au Stade de France, elle fait match nul face à la même équipe (1-1), grâce au but égalisateur de William Gallas, et se qualifie pour la coupe du monde en Afrique du Sud. Cependant, la qualification est très contestée non seulement par la presse et les supporters, mais aussi par l'équipe adverse, car sur l'action qui mène au but égalisateur, Thierry Henry contrôle deux fois le ballon de la main avant d'offrir la passe décisive à son coéquipier, ce qui déclenche un véritable lynchage médiatique et politique. Plus tard en interview d'après-match, l'attaquant français reconnaît volontiers avoir fait main et en avoir parlé à l'arbitre après le but.
Le 3 mars 2010, l'équipe de France reçoit, en match amical au stade de France, l'Espagne qui s'impose (0-2), grâce aux buts de David Villa et Sergio Ramos.
Le 26 mai, la France bat le Costa Rica (2-1), au Stade Félix-Bollaert de Lens, pour leur premier match de préparation. Les buts français sont signés Frenck Ribéry et Mathieu Valbuena, le milieu offensif marseillais, qui effectue sa première sélection et marque son premier but sous le maillot tricolore. 4 jours plus tard, les Bleus se déplacent en Tunisie, à Radès, mais ne ramènent que le point du nul (1-1) grâce au but de William Gallas. Pour leur dernier match à La Réunion au Stade Michel-Volnay, ils s'inclinent face à la Chine (0-1).
Avant le début du Mondial, une partie des médias révèle l'apparition de « clans » dans le groupe opposant les joueurs « issus de quartiers dits sensibles » (Ribéry, Anelka…), aux « provinciaux » (Lloris, Toulalan, Gourcuff, Govou) ; Malouda, Henry ou encore Squillaci étant considérés comme des électrons libres. Parmi ces derniers, Yoann Gourcuff serait victime, selon la presse, de bizutages de la part de ses coéquipiers et serait en conflit ouvert avec Franck Ribéry qui n’accepterait pas son nouveau statut et serait contrarié par une jalousie amoureuse.
Enfin, de nouvelles critiques s’abattent sur les Bleus concernant le luxe de l'hôtel de résidence de l'équipe (Pezula Resort) qui est le plus cher de tous les hôtels des équipes participant à la compétition, les joueurs français dormant dans des chambres doubles à 589 euros par nuit. « Je n'aurais pas choisi cet hôtel. L'Espagne, par exemple, a choisi un campus universitaire », déclare la secrétaire d’État Rama Yade sur Radio J. « J'attends que l'équipe de France nous éblouisse par ses résultats plutôt que par le clinquant des hôtels. Moi, je les ai appelés à la décence en temps de crise », a-t-elle ajouté. Les joueurs refusent d'aller à Soweto avec Rama Yade, avant qu'elle-même ne se fasse épingler par le Canard enchaîné pour le prix de son hôtel, plus élevé que celui des footballeurs d'après le journal satirique (667 euros la nuit).

### Les matchs contre l'Uruguay et le Mexique

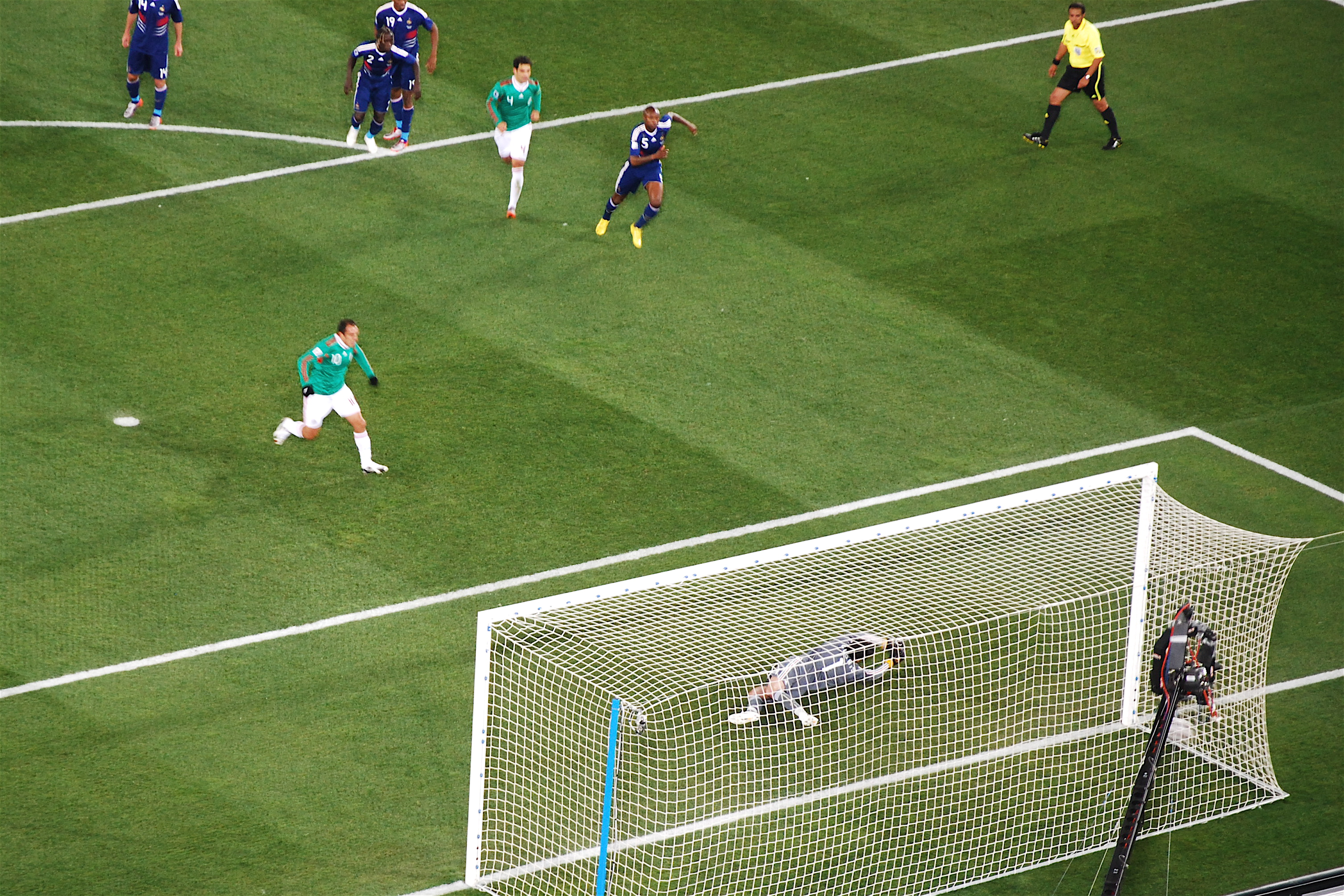
Cuauhtémoc Blanco tirant le penalty lors de France-Mexique.

Le 11 juin au Cap, pour leur premier match de la Coupe du monde 2010 en Afrique du Sud, l'équipe de France fait match nul contre l'Uruguay (0-0). 6 jours plus tard à Polokwane, elle s'incline face au Mexique (0-2).

## Les faits

### Échanges entre Anelka et Domenech
Au cours de la mi-temps du match France-Mexique, Raymond Domenech, très agacé par la première période de ses joueurs, demande à Nicolas Anelka d'effectuer plus d'appels en profondeur et de cesser de « décrocher ». L'international tricolore exprime son désaccord envers son sélectionneur et finit par lui adresser son mécontentement par une phrase insultante et en le tutoyant. Objets de débats, les vrais mots d'Anelka varient selon les sources. Si Raymond Domenech précise qu’il n'a « pas entendu la phrase telle qu'elle a été imprimée à la Une de L'Équipe », cette incertitude s'explique par le fait qu’il était seul face aux joueurs et qu'aucun membre de l'encadrement n'était présent dans le vestiaire à ce moment-là.
Les propos sont ainsi relayés en 2010 :
- « Va te faire enculer, sale fils de pute » selon la Une de L'Équipe le 19 juin 2010 ;
- « T'as raison, va te faire enculer, toi et ton système de jeu ! Sale fils de pute ! » selon Bruno Godard (La décennie décadente du football français) ;
- « Va te faire enculer avec ton équipe. Fais l'équipe que tu veux ! » selon Le Parisien.

À la suite de ces paroles, Domenech réplique : « Ok, tu sors » et c'est André-Pierre Gignac qui joue la seconde période à la place d'Anelka.
Dans son livre Tout seul sorti en novembre 2012, Raymond Domenech donne sa version. L'ensemble de l'échange a été selon lui :

« « Je ne sais pas si je dois vous dire quoi que ce soit, puisque lorsqu’on décide de faire quelque chose, il ne se passe rien. J’avais demandé de la profondeur et toi Nico, sur le premier ballon, tu restes là, sans bouger. Va en profondeur, vas-y !
- C’est ça, toujours moi...
- Oui, toujours toi. Parce que c’est toi qui décroches et qui ne va pas en profondeur. »
Il se tenait baissé, sur sa chaise.
« Mais si, j’y vais.
- Non.
- Si, j’ai essayé.
- Mais non ! Ne dis pas ça ! On est dix sur le banc à voir que tu n’y vas pas ! »
Il s’est remis à parler, mais à Ribéry, sans me regarder, comme si je n'étais pas là : « Il m’emmerde ! C’est quoi, ça ? Toujours moi ! » Patrice Évra a alors essayé d'éteindre le feu qui couvait : « Ça va les gars, on se calme, il reste une mi-temps à jouer, on est bien... » Mais Anelka ne s’est pas calmé et a lancé : « Enculé, t’as qu'à la faire tout seul ton équipe de merde ! J’arrête, moi... »
Je n’ai pas tout entendu. La fin de la phrase m’a échappé dans le brouhaha. Bizarrement, j’ai été moins choqué par l’insulte que par le tutoiement qui cassait une barrière, celle des fonctions, des âges, de la hiérarchie (...) Anelka avait tué le groupe. »

Dans Sélectionneurs, documentaire de Renaud Saint-Cricq diffusé sur Canal+ en 2018, Raymond Domenech confirme cette version.
D'après Éric Abidal dans une interview de février 2011, Anelka et Domenech ont eu un échange, mais il n'y a pas eu d'insulte.

### La Une du journalL'Équipe
Le 19 juin, l'attaquant français Nicolas Anelka est exclu du groupe par la FFF pour avoir « insulté » son sélectionneur à la mi-temps du dernier match, à la suite de la une du journal L'Équipe publié dans la presse. Le même jour en conférence de presse, le capitaine des Bleus, Patrice Évra, s'insurge de la publication du journal L'Équipe, au sujet des propos tenus par son ancien équipier vis-à-vis de Raymond Domenech, et pense qu'il y a un traitre au sein du groupe.
Devenu très médiatique, cet épisode extra-sportif a des conséquences directes sur la gestion du groupe en interne. Prévenu, le président de la Fédération française de football, Jean-Pierre Escalettes, affirme qu'« il faut le [Anelka] renvoyer chez lui, pour le futur, pour l'image et pour l'exemple ». Peu après, à la demande du capitaine Patrice Évra, Domenech et Escalettes acceptent de garder Nicolas Anelka à condition qu'il s’excuse « publiquement, devant le staff et l'équipe ». Devant le refus de ce dernier de s'excuser publiquement même s'il avait engagé une démarche avec le sélectionneur, la FFF publie un communiqué en début de soirée qui annonce le renvoi du joueur de Chelsea.
« Peu avant son départ, Nicolas Anelka a l'autorisation de rester pour le repas avec ses coéquipiers. Lors d'une réunion improvisée, l'ensemble des joueurs se réunissent une dernière fois dans l’un des salons du luxueux hôtel Pezula. Tandis que quelques applaudissements sont entendus, il semblerait que c'est lors de ce conciliabule que l'idée de faire grève en soutien à Nicolas Anelka aurait germé. Le joueur de Chelsea reprend l'avion quelques heures plus tard à destination de Londres. Mais si tous les joueurs ont accepté ce boycott à cette occasion, « on ne croit toujours pas complètement que cette grève ait été une question de solidarité, mais plutôt une question de pouvoir classique, de savoir qui commande, qui parle et qui se tait. »

### Journée du 20 juin 2010

#### Franck Ribéry s'invite dansTéléfoot
Le matin du 20 juin, la chaîne TF1 anime l'émission Téléfoot en direct de Knysna et l'équipe de journalistes accorde une interview à Raymond Domenech afin que le sélectionneur s'explique sur son altercation avec Nicolas Anelka. Mais Franck Ribéry s'invite dans l'émission pour s'excuser auprès des supporters tricolores pour le mauvais départ dans la compétition internationale de l'équipe de France, et met fin à la rumeur d'une altercation entre Yoann Gourcuff et lui. Cependant, il rejoint les propos du capitaine des Bleus, Patrice Evra, car il pense aussi qu'une taupe s'est infiltrée dans le groupe.

#### La grève du bus
Le même jour, tous les joueurs français, par solidarité pour leur ancien partenaire, décident de boycotter l'entraînement. En effet, ils descendent du bus pour rencontrer les supporters qui se sont déplacés, signent leurs autographes avant de remonter dans le véhicule. S'ensuivent ensuite une altercation verbale entre Robert Duverne, le préparateur physique et le capitaine des Bleus, séparés par le sélectionneur, la démission de Jean-Louis Valentin, le directeur général délégué de la FFF et la lecture du « communiqué de grève » des joueurs par Raymond Domenech devant les journalistes sportifs,.
En compagnie d'Évra, remonté dans le bus, les joueurs de l'équipe de France vont pendant près d'une demi-heure s'entretenir à l'écart des membres de l'encadrement technique, restés sur la pelouse. D'après William Gallas, les joueurs voulaient alors quitter le centre d'entrainement, mais Domenech a demandé au chauffeur de quitter le bus, bloquant ainsi les joueurs. Évra demande à François Manardo, le chef de presse, de lire le communiqué de presse des joueurs mais ce dernier, ne voulant pas être complice ou l'otage des joueurs contre ses employeurs, refuse. Selon Patrice Évra, c'est Raymond Domenech qui refuse de le laisser lire ce communiqué au nom des joueurs devant la presse. Raymond Domenech sort finalement du bus pour lire devant les médias présents un communiqué expliquant les raisons de cette mutinerie,,.
Face à cette situation inédite, Jean-Louis Valentin, le directeur délégué de la FFF, annonce, furieux et en larmes, vouloir présenter sa démission et quitter l'Afrique du Sud pour rentrer à Paris. À la suite de la lecture du communiqué expliquant le refus de s'entraîner, les joueurs, restés dans le bus, repartent en direction de leur hôtel, sans Robert Duverne.
D'après Patrice Évra, les Bleus envisageaient initialement de faire grève pour le match contre l'Afrique du Sud, et c'est lui qui aurait convaincu ses coéquipiers d'y renoncer pour, à la place, faire une grève de l'entraînement. Cette grève du match aurait en effet conduit la FIFA à rayer la France de la carte pendant quatre à six ans. D'après le témoignage de Nicolas Anelka, dans Anelka l'incompris diffusé sur Netflix à l'été 2020, les joueurs lui disent avant son départ vouloir faire grève de l'entraînement et rester dans leur bus pour le soutenir, puis il reçoit le lendemain un coup de téléphone d'Évra lui expliquant que les choses ne se dérouleront pas comme prévu, puisque cet entraînement est ouvert aux supporters parmi lesquels beaucoup d'enfants. Les joueurs iront donc tout d'abord les saluer et signer des autographes avant de regagner leur bus pour s'y enfermer.

### Dernier match et élimination
Deux jours plus tard, les Bleus s'inclinent face à l'Afrique du Sud (1-2), malgré la réduction de l'écart de Florent Malouda qui marque le seul but français dans cette compétition. Comme lors de l'Euro 2008, l'équipe de France est éliminée dès le premier tour avec un nul et deux défaites, un but marqué pour quatre encaissés. Après le match, le futur ex-sélectionneur des Bleus a refusé de serrer la main de Carlos Alberto Parreira, le sélectionneur de l'équipe adverse, car son homologue brésilien a remis en cause la qualification de son équipe lors du barrage contre l'Irlande.

## Intervention de la classe politique
L'échec des Bleus à la Coupe du monde 2010, qui constitue le deuxième consécutif après celui de l'Euro 2008, a provoqué un large scandale dans l'opinion publique, ce qui a amené le président de la République Nicolas Sarkozy à intervenir par l'intermédiaire de la ministre des Sports Roselyne Bachelot, et la secrétaire d'État aux Sports Rama Yade. Il a demandé à apporter des réponses structurelles au mal-être de l'équipe de France, et a annoncé le 23 juin 2010, après diffusion du communiqué de l'Élysée, une réunion des États Généraux sur la gouvernance du football français d'ici octobre 2010.
Après avoir rencontré Thierry Henry à l'Élysée, le président a ainsi convoqué le Premier ministre François Fillon, la ministre des Sports Roselyne Bachelot, et la secrétaire d'État aux Sports Rama Yade afin de traiter la déroute des Bleus en tant que dossier politique. Il a demandé aux ministres d'obtenir des responsables de tirer les conséquences du désastre et de ne verser aucune prime aux joueurs.
Le 23 juin 2010, Rama Yade, invitée du journal de 20 heures de France 2, a ainsi appelé à une refondation de l'équipe de France « pour porter une nouvelle ambition footballistique pour la France », et a rappelé l'enjeu de la refonte de la FFF.
Roselyne Bachelot a du reste attaqué l'équipe de France comme étant une équipe où « des caïds immatures commandent à des gamins apeurés, un coach désemparé et sans autorité, une Fédération française de football aux abois », et qualifie leur parcours de « désastre financier, technique et logistique ». Le 12 mars 2021, le joueur Bacary Sagna révèle cependant que ces propos de Roselyne Bachelot sont en totale contradiction avec le discours qu'elle leur aurait tenus auparavant à huis clos après avoir passé trois jours avec l'équipe de France. Il déclare que la ministre leur avait confié qu'elle avait été surprise de découvrir un groupe « vivant bien ». Le joueur dit en citant la ministre : « Vous êtes totalement différents de ce que la presse raconte. (…) Je me rends compte qu’il y a beaucoup de choses dites mais ce n’est pas fondé parce que vous êtes là, vous êtes respectueux, votre groupe vit bien. Vous vous entendez bien, Il n’y a pas de tensions comme j’ai pu lire dans la presse. Donc moi je vous demande une chose, faites abstraction. Pensez à vos familles, pensez à vous, à tous les efforts que vous avez fournis. (…) Battez-vous, c’est tout ce que je vous demande. » Le joueur évoque ensuite sa surprise totale en découvrant les propos de la Ministre à la télévision.
Le 26 juin 2010, en réaction à l'intervention politique sur la FFF, le secrétaire administratif de la FIFA Jérôme Valcke a averti la France que toute ingérence des autorités politiques reconnue sur la Fédération entraînerait des sanctions pouvant aller jusqu'à l'exclusion de l'équipe de France des compétitions internationales. À l'issue de l'audition de Jean-Pierre Escalettes et Raymond Domenech par une commission parlementaire, le porte-parole de la FIFA Nicolas Maingot ne dispose d'aucune information révélant une ingérence gouvernementale et l'équipe de France n'est pas sanctionnée.

## Conséquences

### Retombées médiatiques
La grève des joueurs et l'altercation entre Patrice Évra et Robert Duverne ont été filmées et diffusées en boucle par de nombreuses chaînes internationales de télévision. L'équipe de France subit alors une médiatisation extrême au sein de la Coupe du monde 2010, et ce au détriment des autres équipes participant à la compétition.
À la suite de l'élimination de l'équipe de France de football, et de l'intervention du président de la République Nicolas Sarkozy au sein de la FFF, les commentateurs ont qualifié la participation des Bleus comme un désastre moral au regard de la série d'évènements scandaleux qui se sont produits.
Plusieurs personnalités politiques se sont exprimées dans les différents médias : dans le journal Le Parisien, François Bayrou déclarait le comportement des joueurs comme révoltant, tandis que la ministre des Sports Roselyne Bachelot dénonçait le spectacle navrant des Bleus et s'est exprimée au 20 heures de TF1 le 20 juin 2010. Elle a décidé néanmoins de rester en Afrique du Sud pour suivre les Bleus et a organisé une réunion de crise lundi avec les joueurs, le sélectionneur et les représentants de la FFF. Georges Tron, quant à lui, a dénoncé la reconduction de Raymond Domenech après l'échec de l'Euro 2008 sur BFM TV. Enfin, Jérôme Cahuzac s'indigne du « climat de l'Équipe de France qu'a exalté le président Nicolas Sarkozy, à savoir l'individualisme, l'égoïsme, le chacun pour soi », sur Radio J.
Après les événements du 20 juin, le Crédit Agricole cesse de diffuser son spot publicitaire Prévoyance, rassemblant une bonne partie des joueurs de l'équipe de France. Quasiment tous les autres sponsors suspendent alors les promotions en partenariat,.
Pour éviter un nouveau fiasco qui pénalise l'équipe de France en termes d'image et refroidisse les sponsors, Noël Le Graët et ses équipes mettent en place, dès son élection à la tête de la Fédération française de football, une charte de bonne conduite, divulguée en 2011.

### Un évènement devenu enjeu de débat public
Dépassant le cadre purement sportif, l'épisode de Knysna a provoqué l'intervention de certains politiques, à l'image de Roselyne Bachelot. Devant les députés de l'Assemblée nationale, la ministre déclare à propos des leaders de ce mouvement de grève : « Je ne peux que constater comme vous le désastre avec une équipe de France où des caïds immatures commandent à des gamins apeurés. Un coach désemparé et sans autorité. Une Fédération française de football aux abois ».
Comme énoncé plus haut, cette intervention de l'État s'est poursuivie avec la rencontre entre Thierry Henry et le président de la République Nicolas Sarkozy au palais de l'Élysée, le jeudi 24 juin 2010. Le président français s'est par la suite entretenu avec quelques membres de son gouvernement (François Fillon, Roselyne Bachelot et Rama Yade) après cette déconvenue des Tricolores. Le gouvernement avait alors demandé à la FFF de ne pas verser de primes financières aux joueurs.
Pour expliquer le fiasco, le sélectionneur Raymond Domenech est évidemment désigné comme le principal responsable. A ce sujet, Roselyne Bachelot exprime sa déception à l'égard du comportement du sélectionneur et le fait qu'il n'ait pas su remobiliser le groupe dans l'émission radio Affaires sensibles sur France Inter. D'autre part, l'organisation de l’équipe de France de football a été remise en cause par le journaliste sportif et romancier Vincent Duluc qui déclare que la FFF et Raymond Domenech ne remplissaient pas leurs obligations à l'égard du groupe France en ne définissant pas de joueurs cadres réels. Une analyse partagée par les dirigeants de l'instance soulignant leur regret d'avoir laissé trop de responsabilité à l'entraîneur.
La grève de Knysna, par l'ampleur du débat public qu'elle a provoqué, a même fait l'objet de plusieurs ouvrages,,. Des personnalités du spectacle, des journalistes, des anciens joueurs champions du monde 1998 et des anciens sélectionneurs ont témoigné pour expliquer plus en détail les raisons du fiasco sur le plan sportif, relationnel entre les joueurs, et gouvernemental, outre la gestion de l’équipe de France de football par Raymond Domenech et la FFF.

### Bouleversements à la FFF
Le fiasco de Knysna provoque un déchaînement médiatique de la presse mondiale qui révèle des dysfonctionnements au sein de la FFF. Jean-Louis Valentin, directeur délégué de la FFF, s'est exprimé sur RTL le 23 juin 2010 et a déclaré que « la Fédération n'avait pas su faire preuve d'autorité » et « avait laissé Raymond Domenech gérer l'Équipe de France tout seul ». Il a dénoncé les problèmes de communication de fond du président à l'égard de l'encadrement technique, de l'entraîneur et des joueurs de l'équipe de France contrairement à ce qu'il se passerait dans un club.
De fait, dans un communiqué publié sur le site de la FFF, après avoir « consulté ses collègues élus, ses collaborateurs et ses proches », le président Jean-Pierre Escalettes a annoncé sa démission le 28 juin 2010, dans le cadre de « sa volonté de préserver et faciliter l'évolution de l'institution ». Sa démission a été sollicitée par de nombreuses personnalités sportives et politiques qui appellent à une refondation de la fédération, mais le président a décidé de ne pas y répondre, pour éviter une sanction de l'équipe de France par la FIFA.
Fernand Duchaussoy assurera l'intérim de la présidence de la FFF ; sa mission est de construire le nouveau projet de l'équipe de France et de remédier au fiasco de Knysna, en offrant des gages, en versant 2 millions d'euros aux partenaires commerciaux de la FFF et en instaurant un système bonus-malus dans les nouveaux contrats de sponsoring en fonction des performances des Bleus.
Jean-Pierre Escalettes sera remplacé officiellement par Noël Le Graët le 18 juin 2011.

### Sanctions et affaires ultérieures
Une mission d'information a été mise en place par la Fédération Française de Football, composée de trois membres : Jacques Riolacci (ex-président de la commission de discipline de la LFP), Laurent Davenas (magistrat), Patrick Braouezec (député de Seine-Saint-Denis et président de la Fondation du Football).
18 des 23 joueurs grévistes ont été audités. Ultérieurement, la FFF a signalé à la CADA en 2019 avoir perdu le compte-rendu de sa mission d'information avec ses témoignages. À la suite du rapport de la commission de discipline, la FFF a décidé de convoquer les cinq joueurs suivants : Nicolas Anelka (pour ses insultes à l'encontre du sélectionneur), Patrice Évra, Franck Ribéry, Jérémy Toulalan, Éric Abidal.
Le 17 août 2010, la commission de discipline de la FFF rend son verdict et inflige 18 matches de suspension ferme pour Nicolas Anelka, 5 à Patrice Évra, 3 à Franck Ribery et 1 à Jérémy Toulalan. Seul Éric Abidal n'a pas été sanctionné. Le lendemain, Nicolas Anelka a du reste déclaré qu'il était mort de rire et qualifie les dirigeants de la FFF de « clowns » en annonçant que sa carrière internationale était terminée après son éviction de Knysna.

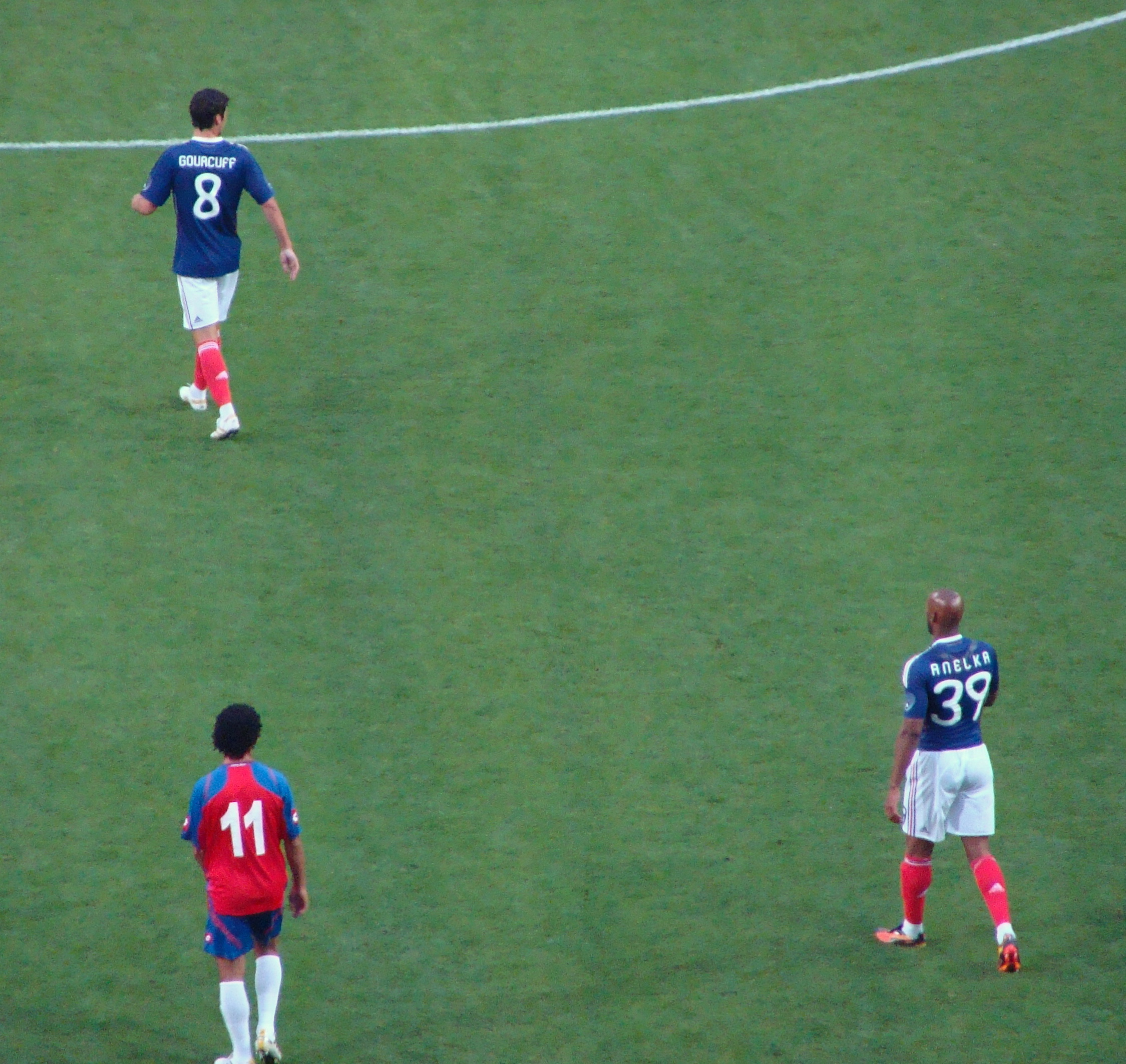
Gourcuff et Anelka, en match de préparation avant le Mondial 2010.

Le 23 août 2010, Patrice Évra a annoncé qu'il ferait appel de sa sanction, que la FFF confirmera le 9 septembre 2010. Le lendemain, les ex-sélectionneurs Michel Hidalgo et Aimé Jacquet, l'ancien entraîneur Guy Roux, Jean Djorkaeff (président de la commission fédérale de la Coupe de France), Sylvain Kastendeuch (vice-président), Philippe Piat (président de l'Union Nationale des Footballeurs Professionnels), demandent, dans une lettre ouverte adressée à la FFF, l'annulation des sanctions. À l'inverse de Patrice Évra, Franck Ribéry a annoncé le 25 août 2010 qu'il ne fera pas appel des sanctions. Quant à Yoann Gourcuff, désigné par Frank Ribéry et Nicolas Anelka comme « la taupe », et Jérémy Toulalan, ils ne se relèveront pas de cette affaire. Gourcuff sera miné par les blessures et Toulalan refusera de revêtir le maillot bleu et partira dans la foulée pour Malaga avant de devenir capitaine de l'AS Monaco.
De plus, mis à pied le 11 août 2010, Raymond Domenech est officiellement licencié par la FFF le 5 septembre pour « faute grave » dans sa gestion de la grève et son attitude en Afrique du Sud (refus de serrer la main du sélectionneur de l'Afrique du Sud, lecture de la lettre des joueurs justifiant leur grève d'entraînement et non-révélation au président de la Fédération de l'altercation qui a eu lieu entre lui et Anelka à la mi-temps du match). Le 3 novembre 2010, Domenech saisit les Prud'hommes pour demander 2,9 millions d'euros à la Fédération au titre d'indemnités pour un licenciement sans cause réelle et sérieuse. Après une négociation avec la Fédération, il obtient finalement 975 000 € de dommages-intérêts le 4 août 2011.

## Postérité
Pour son premier match en tant que sélectionneur face à la Norvège le 11 août 2010, Laurent Blanc, successeur de Domenech, a décidé de n'aligner aucun des 23 joueurs français présents à la Coupe du monde.
Thierry Henry a décidé de mettre fin à sa carrière en équipe de France et s'est exilé aux États-Unis pour rejoindre le club des Red Bulls de New York.
L'équipe de France sous la direction de Laurent Blanc participe à l'Euro 2012, où elle se fait éliminer par l'Espagne, futur vainqueur de la compétition. Si le bilan sportif est meilleur que lors des précédentes compétitions sous Domenech, la compétition est marquée par une nouvelle polémique liée aux écarts de conduite de certains joueurs de l'équipe (Samir Nasri, Yann M'Vila, Hatem Ben Arfa et Jérémy Ménez) qui sont par la suite sanctionnés par la FFF, et Laurent Blanc décide de démissionner, remplacé par Didier Deschamps. Quelques mois plus tard, un nouveau dérapage a lieu, cette fois ci chez des joueurs de l'équipe de France espoirs (dont encore Yann M'Vila et le futur champion du monde Antoine Griezmann) lors des barrages de l'Euro 2013 (ils s'étaient offert une virée nocturne avant la défaite au match retour).
Le 26 mai 2014, à la veille du premier match amical des Bleus pour la Coupe du monde, l'ancien équipementier de l'équipe de France, Adidas, réalise lors du lancement de sa campagne publicitaire un coup médiatique en détruisant en public, en banlieue parisienne, une réplique du bus de Knysna et son slogan antinomique « Tous ensemble vers un nouveau rêve bleu », symbole de la grève des joueurs,, afin de définitivement tourner la page. Les réactions sont mitigées, certaines personnes considérant que ce « bus de la honte » aurait pu servir pour une association ou un petit club plutôt que d'être détruit symboliquement. Les restes du bus sont transformés en œuvre d'art nommée Terminus par Guillaume Piéchaud. La sculpture est exposée dans la boutique des Champs-Élysées de l'équipementier puis est mise aux enchères le 1er juillet 2014 sur le site de la Gazette-Drouot, les 15 000 euros récupérés sont reversés à l'association Diambars militant pour l'éducation par le sport.
Ce coup médiatique a été une source d'inspiration énorme pour les humoristes et chansonniers, en particulier sur Les Guignols de l'info. Du fait de son attitude désinvolte durant la grève, plusieurs chansonniers et humoristes brocardent Raymond Domenech.

### Documentaires
- La Véritable Histoire des Bleus (1958-2012), film documentaire de Stéphane Benamou, France 2, 2012.
- Les Bleus, "revenus de si loin", enquête de l'émission Enquêtes de foot diffusée sur Canal+ le 20 novembre 2013.
- Anelka l'incompris, documentaire biographique sur Nicolas Anelka, dont une large partie est consacrée au fiasco de Knysna, diffusé sur Netflix en  août 2020.